# GeForce 4
A série GeForce 4 (codinomes abaixo) refere-se à quarta geração de unidades de processamento gráfico (GPUs) da marca GeForce fabricadas pela Nvidia. Existem duas famílias GeForce4 diferentes, a família Ti de alto desempenho e a família MX econômica. A família MX gerou uma família GeForce4 Go (NV17M) quase idêntica para o mercado de laptops. Todas as três famílias foram anunciadas no início de 2002; os membros dentro de cada família foram diferenciados pelas velocidades de clock do núcleo e da memória. No final de 2002, tentou-se formar uma quarta família, também para o mercado de laptops, sendo o único integrante dela a GeForce4 4200 Go(NV28M) que foi derivado da linha Ti.

## GeForce4 Ti

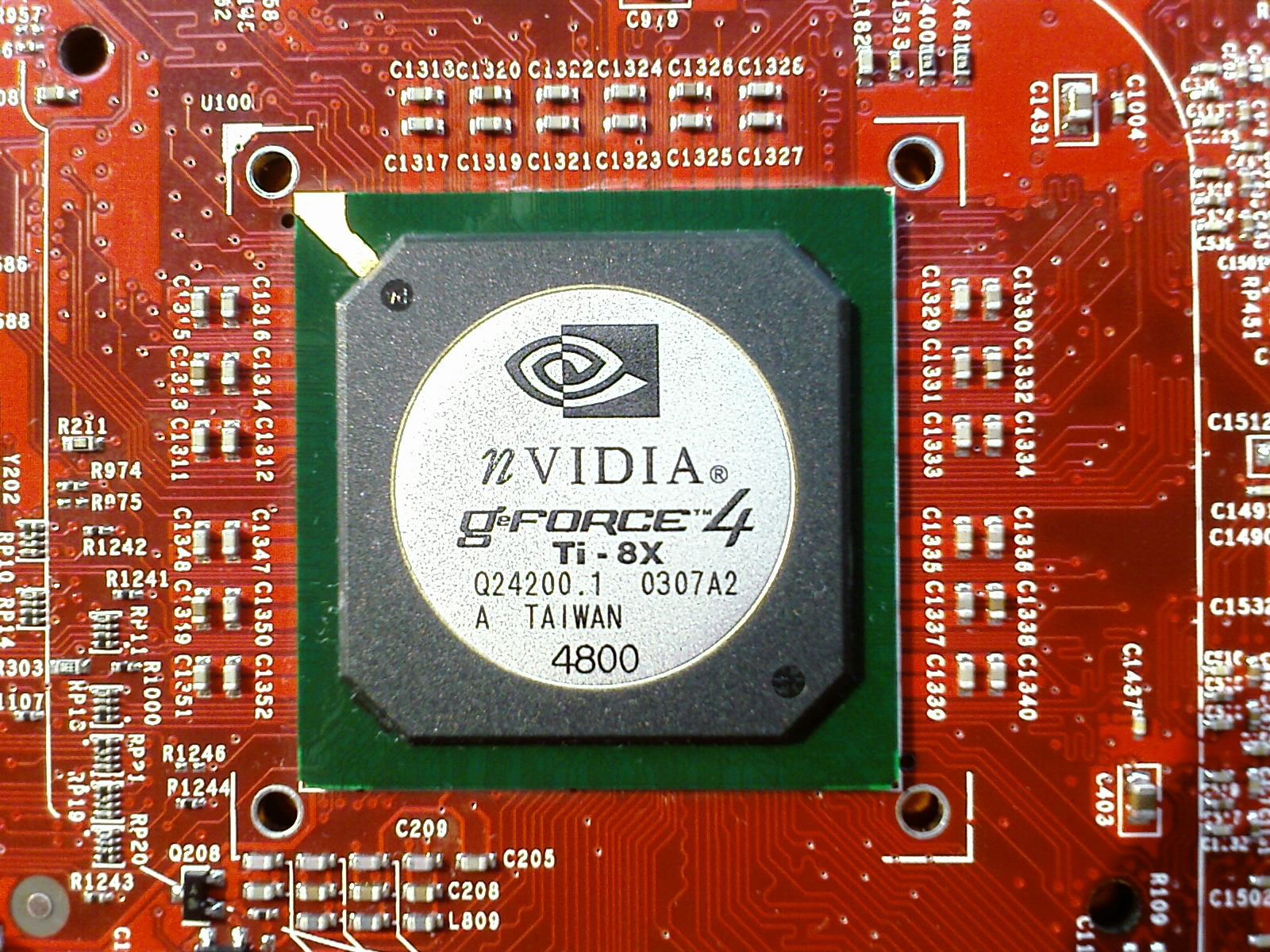
GeForce4 Ti 4800 (NV28 Ultra) GPU

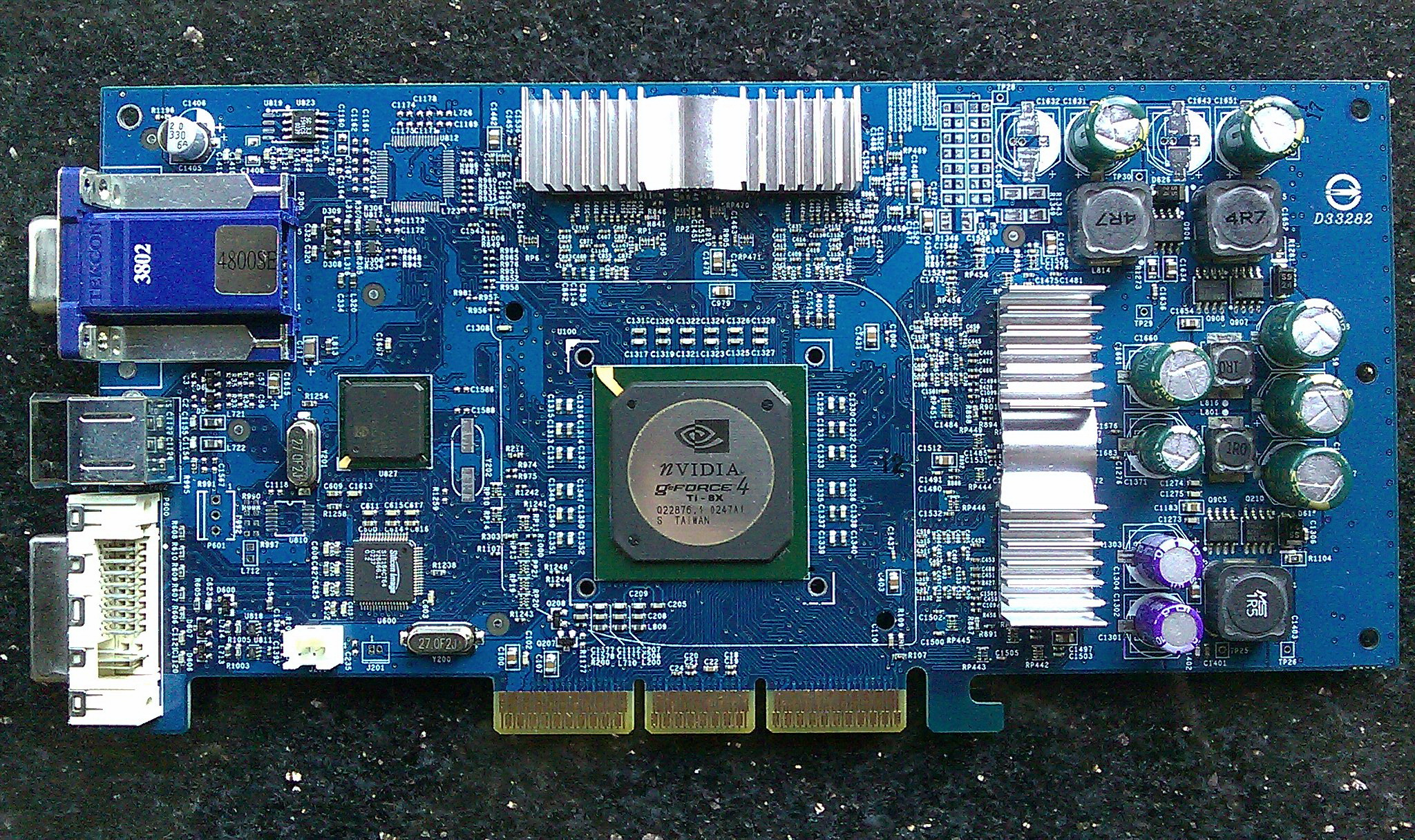
Albatron GeForce4 Ti 4800SE

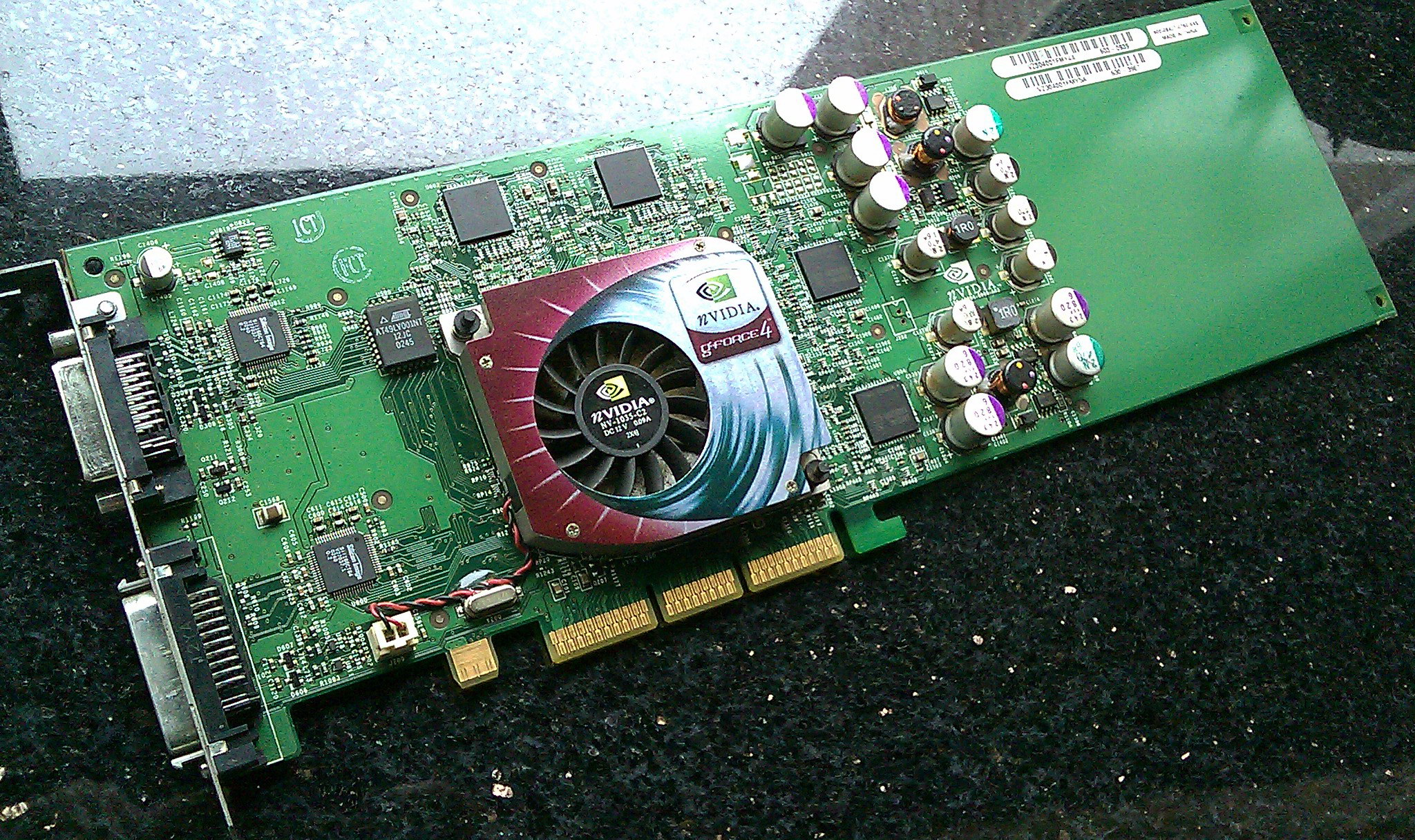
GeForce4 Ti 4600 Mac

### Arquitetura
A GeForce4 Ti (NV25) foi lançada em fevereiro de 2002 e foi uma revisão da GeForce 3 (NV20). Era muito semelhante ao seu antecessor; as principais diferenças eram taxas de clock de núcleo e memória mais altas, um controlador de memória revisado (conhecido como Lightspeed Memory Architecture II), sombreadores de pixel atualizados com novas instruções para suporte Direct3D 8.0a, um sombreador de vértice adicional (o vértice e pixel shaders eram agora conhecidos como nFinite FX Engine II), hardware anti-aliasing (Accuview AA) e reprodução de DVD. O T&L de função fixa de 7 classes do Direct3D herdado agora foi implementado como sombreadores de vértice. O suporte apropriado para dois monitores (TwinView) também foi trazido da GeForce 2 MX. O GeForce 4 Ti era superior ao GeForce 4 MX em praticamente todos os aspectos, exceto no custo de produção, embora o MX tivesse o Nvidia VPE (mecanismo de processamento de vídeo) que faltava no Ti.

### Lineup
Os dois modelos iniciais foram o Ti4400 e o topo de gama Ti4600. Na época de seu lançamento, os principais produtos da Nvidia eram o GeForce 2 MX básico, os modelos GeForce4 MX de gama média (lançados ao mesmo tempo que o Ti4400 e o Ti4600) e o GeForce 3 mais antigo, mas ainda de alto desempenho (rebaixado para o gama média alta ou nicho de desempenho). No entanto, o Radeon 8500LE da ATI era um pouco mais barato que o Ti4400 e superou seus concorrentes de preço, o GeForce 3 Ti200 e o GeForce4 MX 460.[carece de fontes?] A GeForce 3 Ti500 preencheu a lacuna de desempenho entre a Ti200 e a Ti4400, mas não poderia ser produzida de forma barata o suficiente para competir com a Radeon 8500.[carece de fontes?]
Em consequência, a Nvidia lançou um modelo um pouco mais barato: o Ti4200. Embora o 4200 inicialmente deveria fazer parte do lançamento da linha GeForce4, a Nvidia atrasou seu lançamento para vender os chips GeForce 3 que logo seriam descontinuados. Em uma tentativa de evitar que o Ti4200 prejudicasse as vendas do Ti4400, a Nvidia definiu a velocidade de memória do Ti4200 em 222 MHz nos modelos com 128 MiB de buffer de quadro - 53 MHz completos mais lento que o Ti4400 (todos com buffers de quadro de 128 MiB). Modelos com frame buffer de 64 MiB foram configurados para velocidade de memória de 250 MHz. Essa tática não funcionou, no entanto, por dois motivos. Em primeiro lugar, o Ti4400 foi percebido como não sendo bom o suficiente para quem queria desempenho superior (que preferia o Ti4600), nem para quem queria um bom custo-benefício (que normalmente escolhia o Ti4200), fazendo com que o Ti4400 fosse um meio-termo inútil de os dois.[carece de fontes?] Além disso, alguns fabricantes de placas gráficas simplesmente ignoraram as diretrizes da Nvidia para o Ti4200 e definiram a velocidade da memória em 250 MHz nos modelos de 128 MiB de qualquer maneira.[carece de fontes?]
Então, no final de 2002, o núcleo NV25 foi substituído pelo núcleo NV28, que diferia apenas pela adição do suporte AGP-8X. O Ti4200 com suporte AGP-8X foi baseado neste chip e vendido como Ti4200-8X. Um Ti4800SE substituiu o Ti4400 e um Ti4800 substituiu o Ti4600, respectivamente, quando o núcleo 8X AGP NV28 foi introduzido neles.
O único derivado móvel da série Ti foi o GeForce4 4200 Go (NV28M), lançado no final de 2002. A solução apresentava o mesmo conjunto de recursos e desempenho semelhante em comparação com o Ti4200 baseado em NV28, embora a variante móvel fosse cronometrada mais baixo. Ele superou o Mobility Radeon 9000 por uma grande margem, além de ser a primeira solução gráfica para laptop DirectX 8 da Nvidia. No entanto, como a GPU não foi projetada para o espaço móvel, ela tinha saída térmica semelhante à parte do desktop. O 4200 Go também carecia de circuitos de economia de energia, como a série GeForce4 4x0 Go baseada em MX ou o Mobility Radeon 9000. Isso causou problemas para os fabricantes de notebooks, especialmente com relação à duração da bateria.

### Performance
A GeForce4 Ti superou a antiga GeForce 3 por uma margem significativa. O concorrente ATI Radeon 8500 era geralmente mais rápido que a linha GeForce 3, mas foi ofuscado pelo GeForce 4 Ti em todas as áreas, exceto preço e suporte a pixel shader (1.4) mais avançado. A Nvidia, no entanto, perdeu a chance de dominar o segmento de faixa superior/desempenho atrasando o lançamento do Ti4200 e não lançando modelos de 128 MiB com rapidez suficiente;[carece de fontes?] caso contrário, o Ti4200 era mais barato e mais rápido que o anterior GeForce 3 e Radeon 8500 de primeira linha. Além da introdução tardia do Ti4200, os modelos de lançamento limitado de 128 MiB da GeForce 3 Ti200 mostraram-se inexpressivos, permitindo que o Radeon 8500LE e até mesmo o 8500 completo dominassem o desempenho de faixa superior por um tempo. O Matrox Parhelia, apesar de ter vários recursos DirectX 9.0 e outros recursos inovadores, era no máximo competitivo com o GeForce 3 e o GeForce 4 Ti 4200, mas tinha o mesmo preço do Ti 4600 de US$ 399.
A GeForce 4 Ti4200 desfrutou de longevidade considerável em comparação com seus pares de maior freqüência. Com metade do custo do 4600, o 4200 manteve o melhor equilíbrio entre preço e desempenho até o lançamento do ATI Radeon 9500 Pro no final de 2002. O Ti4200 ainda conseguiu se manter contra vários DirectX 9 da próxima geração chips lançados no final de 2003, superando o GeForce FX 5200 e o midrange FX 5600, e executando de forma semelhante ao mid-range Radeon 9600 Pro em algumas situações.

## GeForce4 MX

### Arquitetura

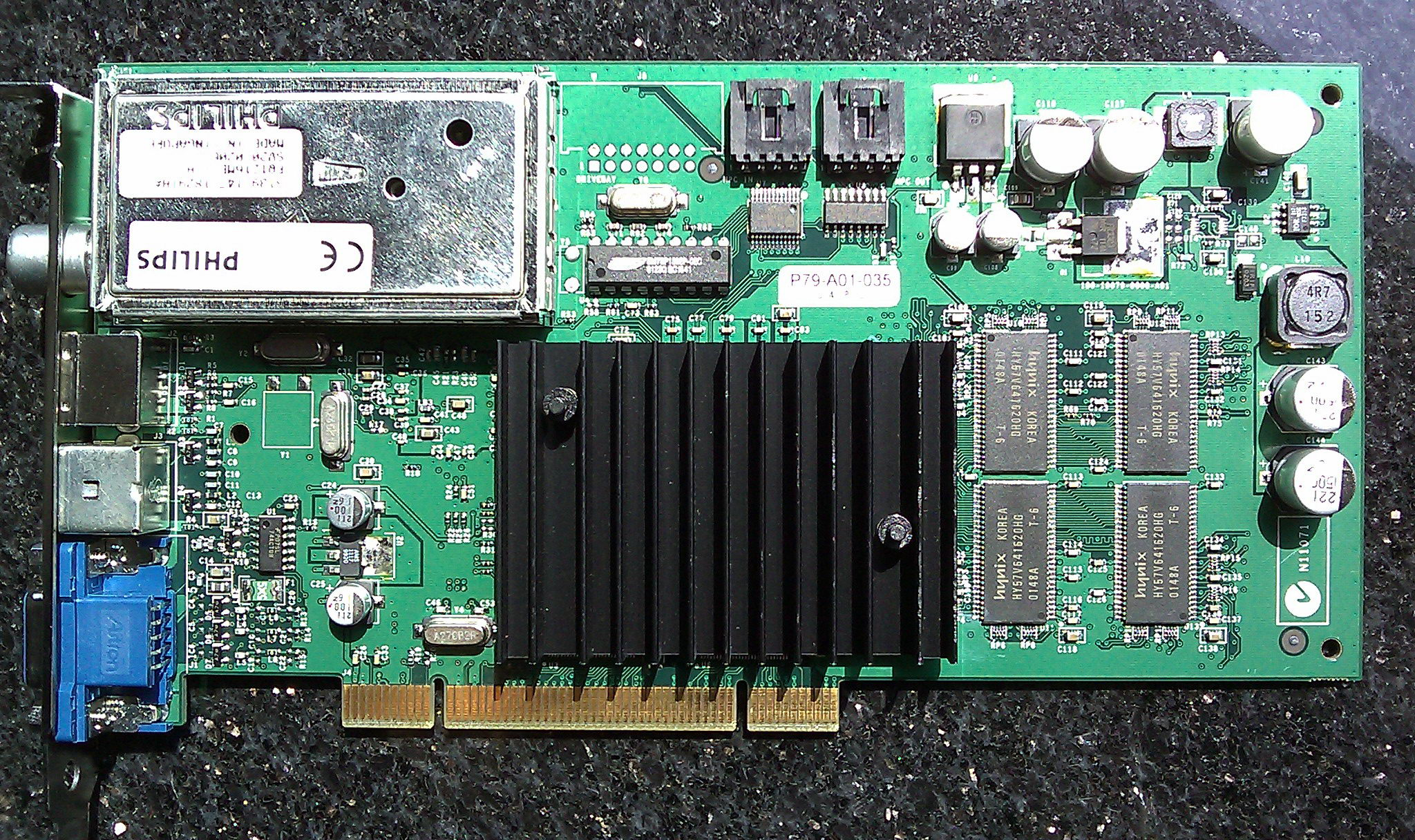
GeForce4 MX420

Embora sua linhagem fosse da geração anterior GeForce2, a GeForce4 MX incorporou largura de banda e técnicas de economia de taxa de preenchimento, suporte a monitor duplo e uma unidade anti-aliasing multi-sampling da série Ti; o controlador de memória DDR de 128 bits aprimorado foi crucial para resolver as limitações de largura de banda que atormentavam as linhas GeForce 256 e GeForce 2. Ele também deve parte de sua herança de design aos produtos CAD de ponta da Nvidia e, em aplicativos não relacionados a jogos de desempenho crítico, foi notavelmente eficaz. O exemplo mais notável é o AutoCAD, no qual a GeForce4 MX retornou resultados dentro de uma porcentagem de um dígito de placas GeForce4 Ti várias vezes o preço.
Muitos criticaram o nome GeForce4 MX como uma jogada de marketing enganosa, uma vez que era menos avançado do que o GeForce3 anterior.[carece de fontes?] No gráfico de comparação de recursos entre as linhas Ti e MX, ele mostrou que o único "recurso" que faltava no MX era o mecanismo nfiniteFX II - o vértice programável DirectX 8 e sombreadores de pixel. No entanto, a GeForce4 MX não era uma GeForce4 Ti com o hardware shader removido, já que o desempenho da MX em jogos que não usavam shaders estava consideravelmente atrás da GeForce4 Ti e GeForce3.[carece de fontes?]
Apesar das duras críticas dos entusiastas de jogos, a GeForce4 MX foi um sucesso de mercado. Com um preço cerca de 30% acima do GeForce2 MX, ele oferecia melhor desempenho, a capacidade de rodar vários jogos populares que o GeForce2 não conseguia rodar bem - acima de tudo - para o não especialista médio soava como se fosse um "verdadeiro " GeForce4—ou seja, uma GeForce4 Ti.[carece de fontes?] A GeForce4 MX foi particularmente bem-sucedida no mercado OEM de PC e rapidamente substituiu a GeForce2 MX como a GPU mais vendida.
Em aplicativos de vídeo em movimento, a GeForce4 MX ofereceu novas funcionalidades. Ele (e não o GeForce4 Ti) foi o primeiro membro GeForce a apresentar o Nvidia VPE (mecanismo de processamento de vídeo). Foi também a primeira GeForce a oferecer decodificação iDCT e VLC (código de comprimento variável) por hardware, tornando o VPE uma grande atualização do HDVP anterior da Nvidia. Na aplicação de reprodução de MPEG-2, o VPE poderia finalmente competir lado a lado com o mecanismo de vídeo da ATI.

### Lineup

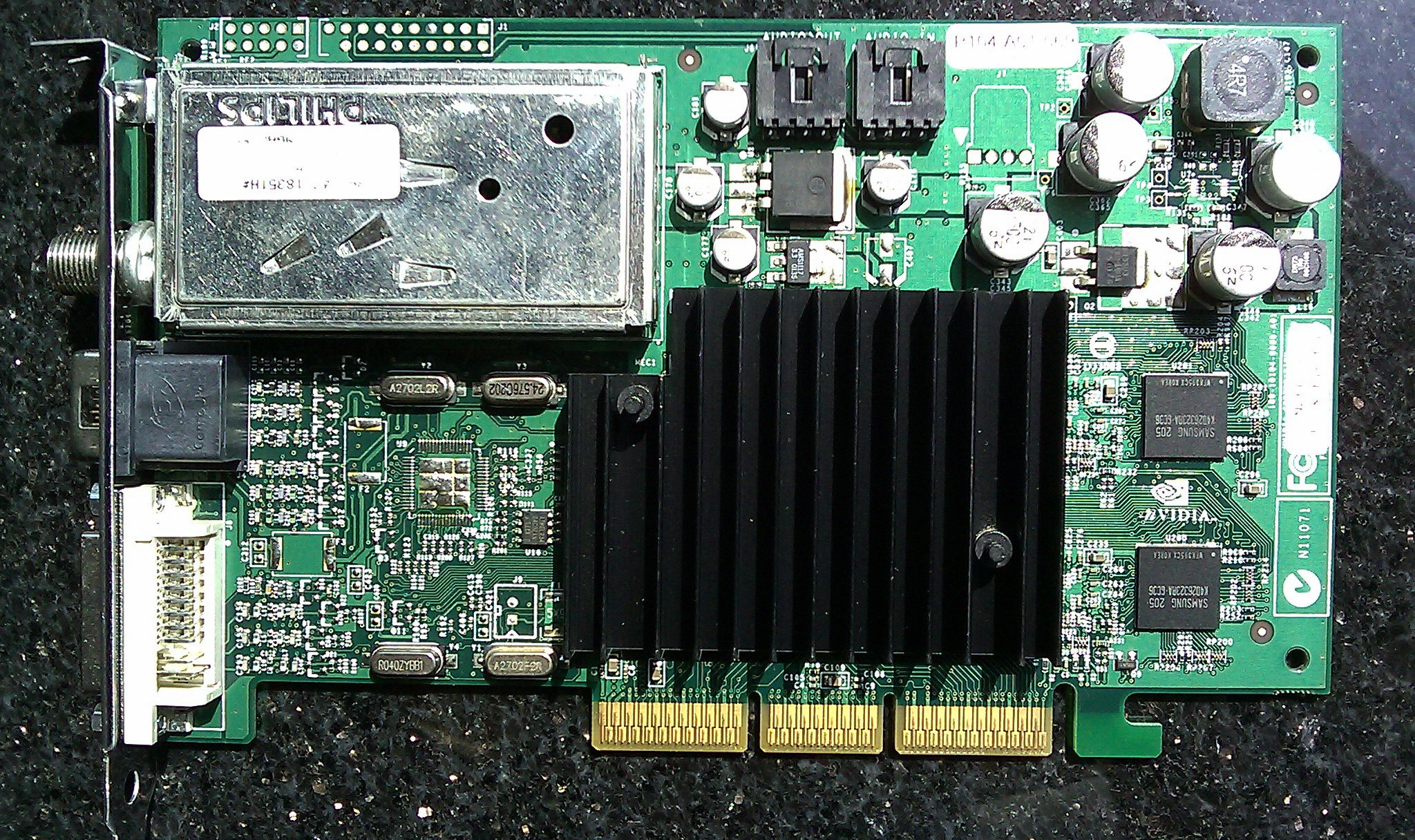
GeForce4 MX440

Havia 3 modelos iniciais: o MX420, o MX440 e o MX460. O MX420 tinha apenas memória Single Data Rate (SDR) e foi projetado para PCs de baixo custo, substituindo o GeForce2 MX100 e MX200. A GeForce4 MX440 foi uma solução OEM para o mercado de massa, substituindo a GeForce2 MX/MX400 e a GeForce2 Ti. A GeForce4 MX460 foi inicialmente concebida para ficar entre a MX440 e a Ti4400, mas a adição tardia da Ti4200 à linha com um preço muito semelhante (combinada com a GeForce3 Ti200 existente e a Radeon 8500LE/9100 da ATI, que também foram preço) impediu que o MX460 fosse verdadeiramente competitivo, e o modelo logo desapareceu.
Em termos de desempenho 3D, o MX420 teve desempenho apenas ligeiramente melhor que o GeForce2 MX400 e abaixo do GeForce2 GTS. No entanto, isso nunca foi um grande problema, considerando seu público-alvo. O mais próximo de um concorrente direto que o MX420 tinha era o Radeon 7000 da ATI. Na prática, seus principais concorrentes eram soluções gráficas integradas ao chipset, como o 845G da Intel e o próprio nForce 2 da Nvidia, mas sua principal vantagem sobre eles era o suporte a vários monitores; As soluções da Intel não tinham nada disso, e o suporte a vários monitores do nForce 2 era muito inferior ao que a série MX oferecia.

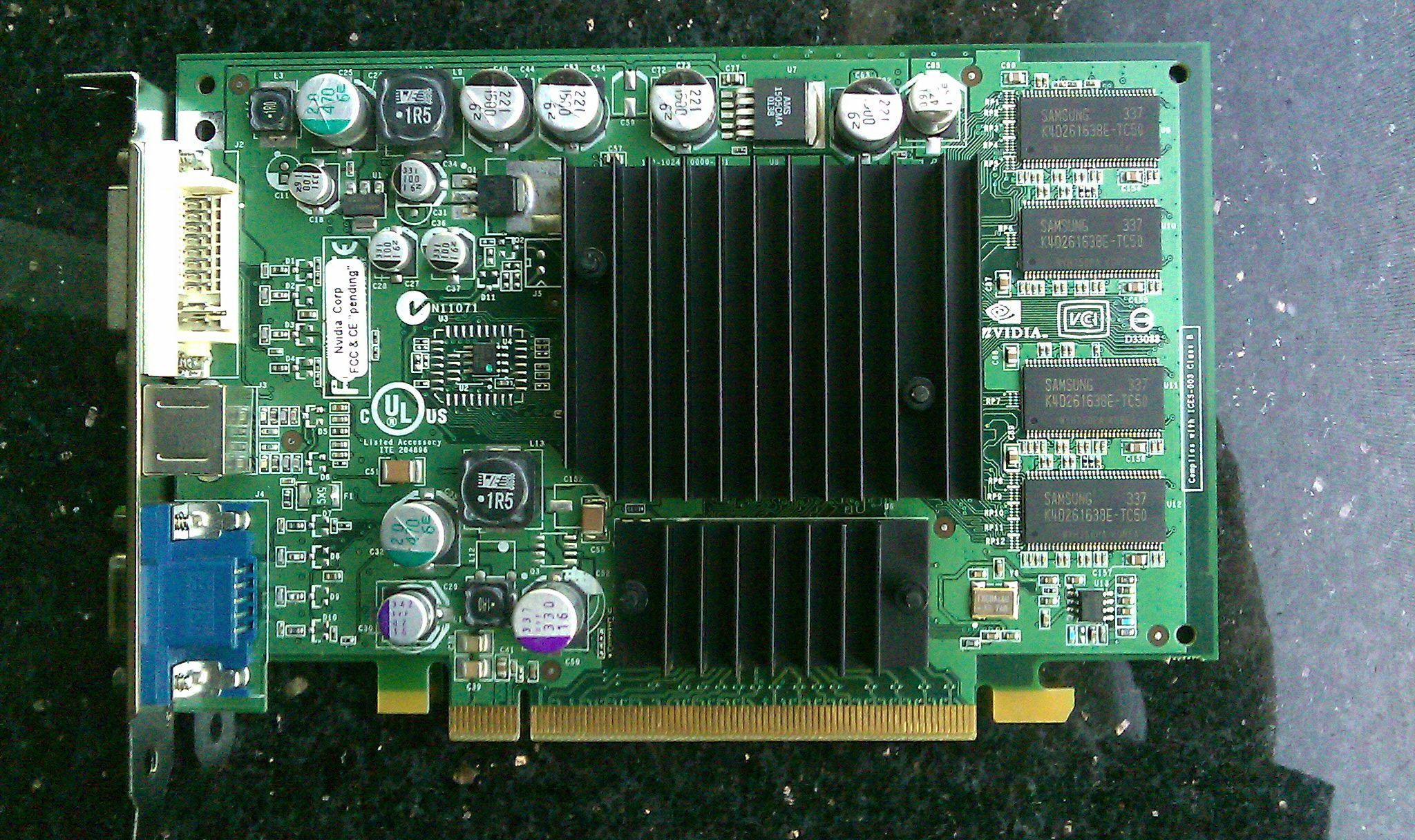
NVIDIA GeForce PCX 4300

O MX440 teve um desempenho razoavelmente bom para seu público-alvo, superando seu concorrente mais próximo, o ATI Radeon 7500, bem como o descontinuado GeForce 2 Ti e Ultra. Quando a ATI lançou seu Radeon 9000 Pro em setembro de 2002, ele tinha quase o mesmo desempenho do MX440, mas tinha vantagens cruciais com melhor desempenho de texturização única e suporte adequado de sombreadores DirectX 8. No entanto, o 9000 foi incapaz de quebrar o domínio arraigado do MX440 no mercado OEM. A resposta final da Nvidia para a Radeon 9000 foi a GeForce FX 5200, mas apesar dos recursos DirectX 9 da 5200, ela não teve um aumento significativo de desempenho em comparação com a MX440, mesmo em jogos DirectX 7.0. Isso manteve o MX440 em produção enquanto o 5200 foi descontinuado.[carece de fontes?]
O GeForce4 Go foi derivado da linha MX e foi anunciado junto com o restante da linha GeForce4 no início de 2002. Havia o 420 Go, 440 Go e 460 Go. No entanto, a ATI os derrotou no mercado com o Mobility Radeon 7500 de desempenho semelhante e, posteriormente, o Mobility Radeon 9000 compatível com DirectX 8.0. a linha Ti.)
Como a série Ti, o MX também foi atualizado no final de 2002 para suportar AGP-8X com o núcleo NV18. Os dois novos modelos eram o MX440-8X, que tinha um clock um pouco mais rápido que o MX440 original, e o MX440SE, que tinha um barramento de memória mais estreito e pretendia substituir o MX420. O MX460, que havia sido descontinuado a essa altura, nunca foi substituído. Outra variante surgiu no final de 2003 - o MX 4000, que era um GeForce4 MX440SE com um clock de memória ligeiramente maior.
A linha GeForce4 MX recebeu uma terceira e última atualização em 2004, com a PCX 4300, que era funcionalmente equivalente à MX 4000 mas com suporte para PCI Express. Apesar de seu novo codinome (NV19), o PCX 4300 era na verdade simplesmente um núcleo NV18 com um chip BR02 conectando a interface AGP nativa do NV18 com o barramento PCI-Express.

## Suporte ao driver GeForce4 Go
Esta família é derivada da família GeForce4 MX, produzida para o mercado de laptops. A família GeForce4 Go, em termos de desempenho, pode ser considerada comparável à linha MX.
Uma solução possível para a falta de suporte de driver para a família Go são os Omega Drivers de terceiros. O uso de drivers de terceiros pode, entre outras coisas, invalidar as garantias. Os Omega Drivers não são suportados por fabricantes de laptops, ODMs de laptops nem pela Nvidia. A Nvidia tentou uma ação legal contra uma versão dos Omega Drivers que incluía o logotipo da Nvidia.

## Suporte descontinuado
A Nvidia encerrou o suporte de driver para a série GeForce 4.

### Drivers finais
- Windows 9x & Windows Me: 81.98 lançado em 21 de dezembro de 2005; Download.
- Windows 2000, 32-bit Windows XP, 64-bit Windows XP & Media Center Edition: 93.71 lançado em 2 de novembro de 2006.
- Windows 2000, 32-bit Windows XP, 64-bit Windows XP & Media Center Edition: 93.81 (beta) lançado em 28 de novembro de 2006; Download.

(Lista de produtos suportados também nesta página)
Windows XP/2000 Driver Archive
- Linux/BSD/Solaris: 96.43.xx

Unix Driver Archive